# Julius Zupitza

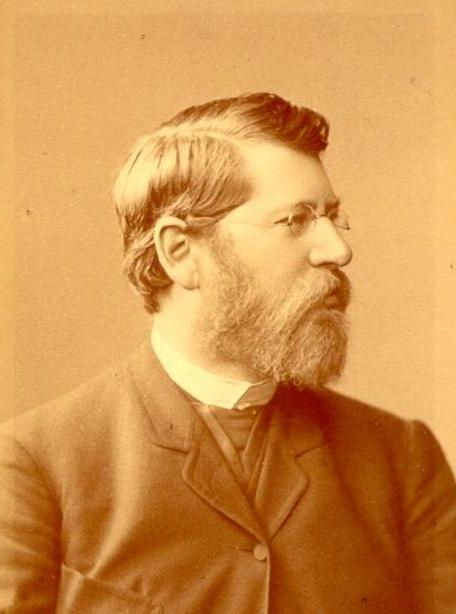
Julius Zupitza

Julius Zupitza (* 4. Januar 1844 in Kerpen, Kreis Neustadt, Oberschlesien; † 6. Juli 1895 in Berlin) war deutscher Anglist und Begründer der englischen Philologie in Deutschland.

## Leben
Julius Zupitza war der Sohn des Majors Andreas Zupitza und dessen Frau Adelheid, geborene Albrecht.
Er war seit 1869 als Privatdozent tätig und vertrat die Breslauer Germanistik mit Vorlesungen über die Geschichte der deutschen Heldensage, deutsche Sprache und Literatur, bis er 1872 als Extraordinarius für nordgermanische Sprachen an die Universität Wien berufen wurde. Am 21. April 1876 wurde Zupitza zum ersten ordentlichen Professor für Englische Philologie an der Humboldt-Universität nach Berlin berufen. Zupitza war 30 Jahre alt, als sein alt- und mittelenglisches Übungsbuch erschien, das zwei Jahre nach seinem Tode, 1897, bereits in 5. Auflage herauskam. Er war ab 1889 Vizepräsident der Deutschen Shakespeare-Gesellschaft und erhielt 1893 die Ehrendoktorwürde der Universität Cambridge.